# Chandurbazar
Chandurbazar is een nagar panchayat (plaats) in het district Amravati van de Indiase staat Maharashtra. 

## Demografie
Volgens de Indiase volkstelling van 2001 wonen er 17.635 mensen in Chandurbazar, waarvan 51% mannelijk en 49% vrouwelijk is. De plaats heeft een alfabetiseringsgraad van 79%. 